# Utrikespolitiska föreningen vid Umeå universitet
Utrikespolitiska föreningen Umeå (UpF Umeå eller UPF Umeå) (på engelska Umeå Association of International Affairs (UAIA) är en politiskt och religiöst obunden ideell förening som arbetar för att öka medvetenheten och främja debatten kring internationella frågor. Föreningen är baserad vid Umeå universitet och riktar sig främst till studenter men är även öppen för allmänheten. Föreningens syfte uppnås främst genom seminarier, föreläsningar, filmvisningar och sociala aktiviteter som arrangeras av föreningen kring aktuella frågor. Bland kända föreläsare som besökt föreningen finns bland annat Fredrik Reinfeldt, Margot Wallström, Björn von Sydow,  Tarja Halonen, Carl Bildt och Birgitta Ohlsson.
Verksamheten som bedrivs av UpF Umeå finansieras i huvudsak av bidrag, bland annat från Sida, Folke Bernadotteakademin och Forum Syd. Föreningen grundades 1995 och är en del av den större samarbetsorganisationen Utrikespolitiska förbundet.

## Radioprogram och Tidning
Läsåret 2015/2016 drev UpF Umeå ett radioprogram vid namn Apberget som sändes på Umeå studentradio 102,3. Radioprogrammet spelades in samband med de föreläsningar som arrangerades, vilket gjorde att de gäster som deltog i programmet ofta även var de inbjudna föreläsarna. Radioprogrammet är sedan hösten 2016 vilande. Föreningen har under 2017 spelat in sina första poddavsnitt. 
EU-podden genomfördes under EU-valet 2019, tillsammans med Umeå studentradio 102,3. Podden består av 9 avsnitt med bland annat Tarja Halonen.
UpF Umeå ligger även bakom medlemstidningen Utpost, vilken innehåller material som artiklar skrivna och inskickade av frivilliga skribenter. Tidningen distribueras en gång per termin till medlemmar av föreningen. 

## Resor
Varje år arrangerar UpF Umeå minst en studieresa, UpF har varit i Marocko, Jordanien , Istanbul, Storbritannien (London), Armenien, Polen, Norge (Utøya) Ukraina (Kiev och kärnkraftverket Tjernobyl), Kiruna  Tyskland (Berlin).

## Utrikespolitiska förbundet Sverige
UpF Umeå är medlem i Utrikespolitiska förbundet Sverige UFS, som är ett nationellt förbund för samtliga utrikespolitiska föreningar i Sverige.

## Ordförandehistorik
- HT95/VT96: Carl Gram
- HT96/VT97: Towe Larsson
- HT97/VT98: Carina Olofsson
- VT98/HT98: Maja Tjernström
- HT01/VT02: Henrik Holmquist
- HT02: Karim Zendegani
- VT03/HT03: Olle Bratt
- VT04: Emma Ricknell
- HT04: Hanna Sjöberg
- VT05: Marcus Helletun
- HT05: Jenny Löfgren
- VT06/HT06: Cecilia Lindmark
- VT07: Tomas Raattamaa
- HT07/HT08: Abrak Saati
- VT09/HT09: Peter Sandén
- VT10: Matilda Johansson
- HT11/VT12: Marlene Andersson
- HT12/VT13: Nina Svensson
- HT13/VT14: Sanna Forsberg
- HT14/VT15: Filippa Cederholm
- HT15/VT16: Aron Segerström
- HT16/VT17: Carolina Köhler de Castro
- HT17: Linnea Pernebrink
- VT18: Amandah Andersson
- HT18/VT19: Frida Tjärnström
- HT19/VT20: Linnea Agerstig
- HT20/VT21: Agnes Selnes[8]
- HT21/VT22: Oliver Björkman
- HT22/VT23: Michaela Eriksson Viklund[9]
- HT23/VT24: Rebecca Slättås